# 瓦莱-迪雅内鲁
瓦莱-迪雅内鲁是葡萄牙布拉干萨区的一个堂区。总面积14.98平方公里，总人口170人，人口密度10.2人/平方公里。